# Aura (Toronto)
Aura es un rascacielos de uso mixto situado en Toronto, Ontario, Canadá. Es la última fase de una serie de nuevos condominios cerca de College Park en el distrito Downtown Yonge de Toronto. Es parte del proyecto Residences of College Park. La construcción comenzó en enero de 2010 y finalizó en 2014.

## Historia
El diseño original propuso dos torres. El edificio habría tenido un podio de diez plantas, con dos torres. La más alta habría tenido (incluyendo el podio) 60 plantas y 196,5 m de altura. La torre más baja (incluyendo el podio) habría tenido 20 plantas y 74,5 m de altura.
En febrero de 2012, el consejo municipal de Toronto aprobó un incremento de tres plantas a 75 pisos, lo que significa que Aura sería el edificio residencial más alto de Canadá (ya que sería más alta que el proyecto residencial Ten York, de 75 plantas).

## Arquitectura
La propuesta pide una torre de metal semitransparente y ladrillo altamente templado de 78 plantas, con aproximadamente 100 000 m² de espacio residencial. Esto hace que Aura sea también el edificio residencial más grande del país. La porción residencial de la torre se construyó encima de un podio de tres plantas que contiene aproximadamente 14 000 m² de espacio comercial. La quinta planta alberga servicios del edificio, incluyendo la mayor piscina cubierta de América del Norte por volumen, y hay aproximadamente 4000 m² de otros espacios.